# Табори для цивільного населення на окупованій території України 1941—1944
Табори для цивільного населення на окупованій території України 1941—1944 — табори, створені окупаційними органами влади для примусового утримання цивільного населення під вартою з різних причин. Розрізняють кілька типів таборів: концентраційні табори; виправно-трудові табори; табори примусової праці для євреїв; трудові табори; пересильні табори.

## Концентраційні табори
Концентраційні табори — це місця превентивного ув'язнення людей з мотивів політичного, національного та релігійного характеру за рішенням таємної державної поліції (гестапо), без встановлення терміну, з особливо жорстоким режимом утримання, і з метою поступового знищення в'язнів непосильною каторжною працею, голодом, екзекуціями, тортурами, вбивствами і стратами, підпорядковані інспекції концтаборів Третього райху. За класичною моделлю до концентраційних таборів на окупованій території України відносяться два табори: Сирецький концентраційний табір та Янівський концентраційний табір. Подібними концентраційним за сукупністю характерних ознак можна вважати ще 4 табори: у Дніпропетровську, Красному Лучі (Луганська обл.), Макіївці та Сімферополі (Червоний (радгосп)).

## Виправно-трудові табори
Виправно-трудові табори (Arbeitserziehungslager) — місця ув'язнення громадян на визначений термін (від 21 до 56 днів, з можливістю продовження) за ухиляння від трудової повинності, трудові порушення, з подальшим направленням на попереднє місце роботи або до концтабору, підпорядковувалися комендатурі СД (SD; нім. Sicherheitsdienst des Reichsführers-SS — служба безпеки райхсфюрера СС) та поліції безпеки (табори з особливо жорстоким режимом утримання). Зафіксоване існування виправно-трудових таборів у Бердичеві, Кам'янці-Подільському, Костянтинівці (нині місто Донецької обл.), Львові, Марганці (Дніпропетровської обл.), Людвиполі (нині м. Соснове Березнівського району Рівненської обл.), Шепетівці. Насправді таких таборів було набагато більше, що опосередковано підтверджують розпорядження місцевих окупаційних органів влади про застосування ув'язнення на короткий строк за типовими для таких таборів причинами. За режимом утримання вони вважаються навіть більш жорстокими, ніж концентраційні.

## Табори примусової праці для євреїв
Табори примусової праці для євреїв (Zwangsarbeitslager für Juden) — це місця ув'язнення осіб єврейського походження з метою їхнього використання на тяжких роботах, перетворені з гетто або новостворені з вивезенням працездатних євреїв із гетто, підпорядковувалися керівництву поліції та СС (SS; нім. Schutzstaffel — охоронні загони), були запроваджені в Україні розпорядженням райхсміністра окупованих східних областей А.Розенберга про введення примусової праці для єврейського населення від 16 серпня 1941. Такий табір знаходився, як правило, поряд з гетто або взагалі на його території, у ньому утримувалися працездатні євреї. Ці табори продовжували існувати до кінця окупації; тільки на її завершальному етапі в'язні були знищені. Функціонування таких таборів, передусім у західних регіонах України, підтверджене не тільки свідченнями, а й німецькими документами. Поки мало документальних підтверджень існування таких таборів у східних та південних регіонах, але подібність розташування, функцій та організації функціонування дає змогу припустити існування подібних таборів у кожному гетто. Документально зафіксовано існування 78-ми таких таборів на окупованій території України.

## Трудові табори
Іншою формою таборів примусової праці були т. зв. трудові табори (Arbeitslager). Хоча, на відміну від попередніх, у назві не відображений примусовий характер використання в'язнів, але фактично їх можна вважати такими: їх створювали, як правило, на великих промислових об'єктах — шахтах, залізниці, будівництві, робітників направляли туди переважно не добровільно, а за направленням біржі праці, відомі випадки, коли люди вважали, що їх відправляють до Німеччини, а згодом вони потрапляли до таборів на території України. З урахуванням поганого харчового забезпечення та низької заробітної плати не можна вважати, що їхнє становище чимось відрізнялося від становища остарбайтерів у Третьому райху, навпаки, у багатьох випадках воно було навіть гіршим. У довіднику про табори зафіксовано 15 таких таборів, але очевидно, що таких таборів було набагато більше. Для повного встановлення їхньої кількості потрібно залучити свідчення про існування таких таборів від постраждалих або свідків подій.

## Пересильні табори
Пересильні табори — збірні пункти для тимчасового утримання тих, кого направляли на примусові роботи до Третього райху. З архівних документів відомі 23 такі табори, насправді їх було набагато більше. Наявні свідчення про ще 67 таборів на окупованій території України, в яких утримувалося цивільне населення, але їхній тип не можна визначити за браком детального опису.

## Загальні цифри
Усього на території УРСР (разом із Закарпаттям та Кримом) було 817 нацистських таборів примусового утримування цивільного населення та військовополонених, з них: концтаборів – 6; виправно-трудових таборів – 7; гестапівських тюрем – 68; гетто – 304; таборів примусової праці для євреїв – 78; трудових таборів – 22; таборів для військовополонених – 242; пересильних таборів – 23; таборів для цивільного населення – 67.
На території УРСР гітлерівці та їхні союзники загалом закатували в таборах і тюрмах та позбавили життя в ході масових знищень людей до 6 млн осіб мирного населення та військовополонених, серед них близько 1 млн 600 тис. євреїв.